# Rupal Chaudhary
Rupal Chaudhary (* 23. Dezember 2004) ist eine indische Sprinterin, die sich auf den 400-Meter-Lauf spezialisiert hat. 2025 wurde sie mit der indischen Frauenstaffel über 4-mal 400 Meter sowie in der Mixed-Staffel über diese Distanz Asienmeisterin.

## Sportliche Laufbahn
Erste internationale Erfahrungen sammelte Rupal Chaudhary im Jahr 2022, als sie bei den U20-Weltmeisterschaften in Cali in 51,85 s die Bronzemedaille im 400-Meter-Lauf gewann und sich mit der indischen Mixed-Staffel über 4-mal 400 Meter in 3:17,76 min die Silbermedaille sicherte, womit sie einen neuen U20-Asienrekord aufstellte. Zudem belegte sie mit der Frauenstaffel über 4-mal 400 Meter in 3:36,72 min den achten Platz. Bei den World Athletics Relays 2024 auf den Bahamas sicherte sie der 4-mal-400-Meter-Staffel einen Startplatz bei den Olympischen Spielen in Paris und verpasste mit der Mixed-Staffel die Direktqualifikation. Im Jahr darauf verpasste sie bei den World Athletics Relays in Guangzhou mit der Mixed-Staffel die Qualifikation für die Weltmeisterschaften in Tokio. Anschließend gewann sie bei den Asienmeisterschaften in Gumi in 52,68 s die Silbermedaille über 400 Meter hinter der Japanerin Nanako Matsumoto und siegte mit der Frauenstaffel in 3:34,18 min gemeinsam mit Jisna Mathew, Rajitha Kunja und Subha Venkatesan. Zudem sicherte sie sich in der Mixed-Staffel in 3:18,12 min gemeinsam mit Santhosh Kumar Tamilarasan, Vishal Thennarasu Kayalvizhi und Subha Venkatesan ebenfalls die Goldmedaille. Anschließend belegte sie bei den World University Games in Bochum in 3:35,08 min den fünften Platz mit der Frauenstaffel und gelangte mit der Mixed-Staffel mit 3:18,40 min auf Rang vier.
2022 wurde Chaudhary indische Meisterin in der Mixed-Staffel.

## Persönliche Bestleistungen
- 400 Meter: 51,85 s, 4. August 2022 in Cali